# Шапошникова Софія Саулівна
Софія Саулівна Шапошникова (уроджена Левіна ; 2 квітня 1927, Дніпропетровськ — 29 серпня 2018, Беер-Шева) — радянський прозаїк і поет.

## Життєпис
Народилася 1927 року в Дніпропетровську, в сім'ї Саула Йосиповича Левіна та Дори-Теї Данилівни Левенсон. Батько був бундівцем, керуючим банком у Миколаєві; розстріляний в 1937 році. Мати, випускниця Вищих жіночих курсів в Одесі, консерваторії та інституту іноземних мов, викладачка англійської мови, була засуджена як член родини зрадника Батьківщини та відправлена до Темниковських таборів у Мордовії. Софія оселилася в сім'ї двоюрідної сестри матері Ганни Йосипівни Неймарк в Одесі.
З початком німецько-радянської війни — в евакуації в Семипалатинську, де жила в сім'ї дядька — професора Соломона Даниловича Левенсона, одного із засновників Одеського політехнічного інституту (1918). Працювала у підсобному цеху Жана-Сімейського м'ясокомбінату. Вступила на літературний факультет евакуйованого до Семипалатинська Ленінградського педінституту, після звільнення Одеси повернулася до міста в 1944 році та продовжила навчання в Одеському педагогічному інституті.
В 1946 році вийшла заміж за композитора Лева Олександровича Батхана (нар. 1924), який отримав місце викладача гармонії в Краснодарському музичному училищі. У Краснодарі познайомилася з художником та мистецтвознавцем Федором Івановичем Шапошниковим, вийшла за нього заміж і оселилася в Одесі, працювала вчителем російської мови та літератури в одеській середній школі. З 1957 року працювала в районній газеті в Сороках та згодом оселилася з чоловіком у Кишиневі. Працювала редактором відділу прози журналу «Дністер».
Дебютувала Софія Шапошникова віршами та прозою у 1958 році в ленінградському журналі « Костер» і того ж року в кишинівському літературному журналі «Дністер». Перша книга «Родика» вийшла в 1961 році; згодом опублікувала ряд книг прози (у тому числі три романи, один з яких детективний) і, починаючи з 1973 року, — поезії. Твори перекладалися польською, молдавською та українською мовами.
Член Спілки письменників СРСР. З 1992 року проживала з чоловіком в Ізраїлі в місті Беер-Шева, де опублікувала роман «Після опівночі» та поетичний збірник «Вечірня книга» (2006, 2009).

## Родина
Чоловік: Федір Іванович Шапошников (1926—2016) — кандидат мистецтвознавства, педагог.
Двоюрідний брат матері — письменник Корній Іванович Чуковський.
Троюрідний брат — математик Володимир Абрамович  Рохлін.

## Книги
- Родіка (повість). Кишинів: Картя молдовеняске, 1961. — 137 с. — 15000 прим.
- Зарянські капітани (оповідання). Кишинів: Картя молдовеняске, 1962. — 110 с. — 15000 прим.
- Парашут не розкрився (оповідання). Кишинів: Картя молдовеняске, 1962. — 187 с. — 15000 екз[14].
- Я дарую тобі сонце (розповіді). Кишинів: Картя молдовеняске, 1963. — 110 с. — 15000 прим.
- Побажайте мені щастя (повість та оповідання). Кишинів: Картя молдовеняске, 1964. — 293 с. — 15000 екз[15].
- Будинок над катакомбами (повісті та оповідання). Кишинів: Картя молдовеняске, 1965. — 70 c. — 15000 прим.
- Достроковий випуск (роман). Кишинів: Картя молдовеняске, 1967. — 436 с. — 15000 прим.
- Хто ти, Льонька? (Оповідання). Кишинів: Картя молдовеняске, 1967. — 110 с. — 15000 прим.
- Кінець тихої вулиці (оповідання). Кишинів: Картя молдовеняске, 1968. — 192 с. — 15000 прим.
- Начальник загрози (повісті). Кишинів: Картя молдовеняске, 1970. — 251 с. — 15000 прим.
- У погонах та без погонів (роман). Кишинів: Картя молдовеняске, 1972. — 383 с. — 15000 прим.
- Надвечір'я (вірші). Кишинів: Картя молдовеняске, 1973. — 143 с. — 2500 прим.
- У погонах та без погонів (роман). Кишинів: Картя молдовеняске, 1976. — 383 с. — 50000 прим.
- Мить до зорі (вірші). Кишинів: Література артистике, 1977. — 223 с. — 3500 прим.
- Снігопад у жовтні (повість). М.: Радянський письменник, 1978. — 296 с. — 30000 прим.
- Зустрічні вітри (повісті та оповідання). Кишинів: Картя молдовеняске, 1979. — 340 с. — 30000 прим.
- Будинок над катакомбами (повісті, оповідання). Кишинів: Література артистике, 1980. — 208 с. — 75000 прим.
- Зливи (вірші). М.: Радянський письменник, 1981. — 95 с. — 10000 прим.
- Потривожений день (вірші). Кишинев: Література артистике, 1981. — 186 с. — 5000 прим.
- У погонах та без погонів (роман). Кишинів: Література артистике, 1984. — 461 с. — 75000 прим.
- Благополучний результат (оповідання та повість). Кишинів: Література артистике, 1986. — 279 с. — 30000 прим.[16]
- Загальний вагон (вірші). Кишинев: Література артистике, 1988. — 286 с. — 3000 екз[17]
- Будинок над катакомбами (повісті та оповідання). Кишинев: Література артистике, 1989. — 208 с. — 75000 прим.[18]
- Після опівночі (роман). Тель-Авів: Морія, 1996. — 375 с.
- Вечірня книга: вірші різних літ. Тель-Авів: Морія, 2006; 2-ге, розширене видання — там же, 2009. — 299 с.
- Геній у полоні, чи полоні в генія (поема). Єрусалим: Скопус, 2010.
- Гартуючи життя своє: нові вірші. Тель-Авів: Морія, 2012.